# Jenny from the Block
«Jenny from the Block», en español, Jenny la de la Cuadra es una canción de la cantante y actriz estadounidense  Jennifer Lopez en colaboración con los raperos Styles P y Jadakiss. Escrita por Lopez, Troy Oliver, Mr. Deyo, Samuel Barnes y Jean-Claude Olivier y producida por Cory Rooney, Oliver y Poke & Tone, fue lanzada en las radioemisoras a fines de septiembre de 2002 como primer sencillo del tercer álbum de estudio de Lopez, This Is Me... Then. En su letra, Lopez insiste en que el éxito no la ha alterado y sigue siendo la misma chica de siempre. Recibió críticas variadas de los especialistas. La canción alcanzó el número uno en Canadá e ingresó en los diez primeros lugares en la mayoría de las otras listas en las que apareció. La cantante estadounidense Becky G realizó una versión propia de la canción titulada «Becky from the Block».
Desde que se publicó la canción, Lopez ha sido apodada como Jenny from the block ('Jenny, la de la cuadra') en los medios de comunicación. Por otra parte, fue una de las canciones interpretadas durante el espectáculo de medio tiempo del Super Bowl LIV, llevado a cabo el 2 de febrero de 2020.

## Vídeo musical
El video de «Jenny from the Block», dirigido por Francis Lawrence, se centra en la intrusión de los paparazzi en la vida de Lopez y su relación sentimental con el actor Ben Affleck, mostrándolos a ambos desde el punto de vista de las cámaras de vigilancia y las cámaras de los reporteros.
El video fue grabado en varias ciudades durante casi un mes, entre el 1 y el 24 de octubre de 2002. Se estrenó en el programa Total Request Live de MTV el 5 de noviembre de 2002.
En octubre de 2004, Lopez intentó censurar este video en cadenas de televisión como VH1 y MTV debido a que había terminado su romance con Affleck. En el 2008, durante una entrevista, Affleck seguró que casi arruina su carrera al protagonizar este video.

### Sinopsis
El video muestra varias escenas de Lopez y Affleck cuando eran pareja en la vida real: sentados en su apartamento en ropa interior, en un automóvil, en un yate, haciendo compras y durante una sesión fotográfica de moda. En cada caso, el punto de vista es el de cámaras escondidas o cámaras de paparazzi. Además, hay escenas de Lopez cantando y bailando en una esquina de Nueva York junto a los raperos Styles P y Jadakiss.
Hay una segunda versión del video, donde la parte de los raperos fue eliminada. En su lugar, se muestra a Lopez y a sus músicos interpretando el coro de la canción «Loving you» dentro de un edificio. Cuando Lopez se da cuenta de que los reporteros están mirando su actuación, el video vuelve a la canción «Jenny from the block».